# Ragionamento continuo
Il ragionamento continuo (o continuous reasoning, CR) è una metodologia di ragionamento automatico che sfrutta la composizionalità per analizzare sistemi di larga scala in modo differenziale. Il ragionamento continuo si concentra sull'analisi delle ultime modifiche introdotte nel sistema e riutilizza i risultati di analisi precedenti per quanto possibile. L'obiettivo del ragionamento continuo è quello di contenere l'elevata complessità computazionale dei problemi su sistemi di larga scala attraverso la risoluzione di istanze più piccole dei problemi da risolvere, ovvero risolvendo istanze che considerino principalmente ciò che è cambiato nel sistema dopo l'ultima analisi effettuata.
Il ragionamento continuo è stato proposto per primo da O'Hearn nel 2018 e ha ottenuto particolare successo nel supportare lo sviluppo iterativo del software nelle grandi aziende IT con l'impiego di strumenti di ragionamento automatico come Infer di Facebook e Amazon s2n. Tali strumenti eseguono analisi statiche incrementali su grandi basi di codice, concentrandosi solo sulle differenze tra una modifica e l'altra, per identificare possibili errori o problemi di sicurezza prima che il codice venga messo in produzione. Recentemente, l'utilizzo del ragionamento continuo è stato proposto anche per la gestione di applicazioni su infrastrutture Fog computing.